# 格拉巴里夫卡 (皮先卡區)

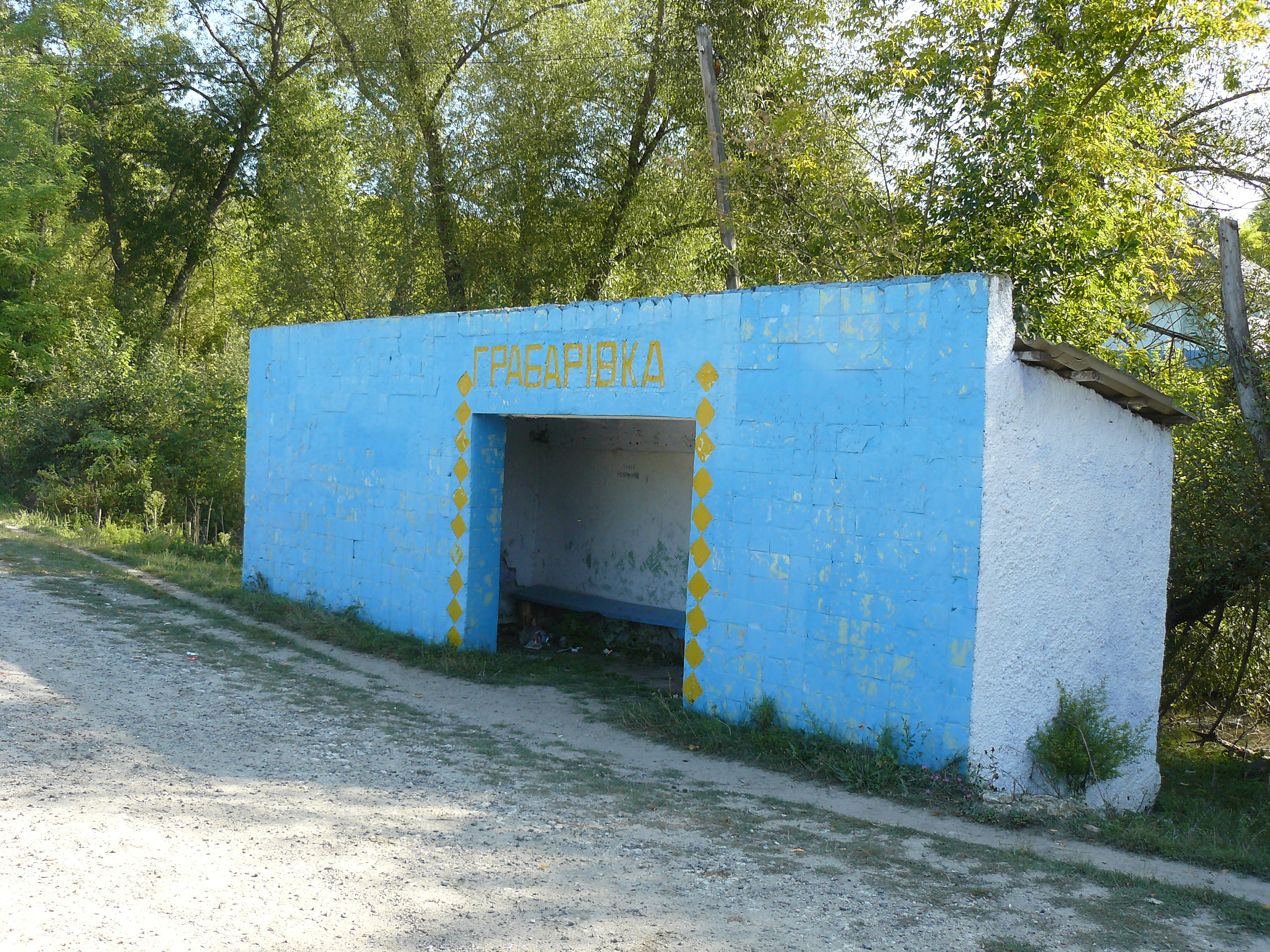

格拉巴里夫卡（烏克蘭語：Грабарівка），是烏克蘭的村落，位於該國西南部文尼察州，由圖利欽區負責管轄，處於維克尼齊亞河畔，始建於1815年，面積1.85平方公里，海拔高度92米，2001年人口419。
48°9′52″N 28°38′32″E / 48.16444°N 28.64222°E